# Флинн, Джонни
Джонни Уильям Флинн (англ. Jonny William Flynn; род. 6 февраля 1989 года, Ниагара-Фоллс, Нью-Йорк) — американский бывший профессиональный баскетболист. Играл на позиции разыгрывающего защитника. Был выбран под шестым номером на драфте НБА 2009 года клубом «Миннесота Тимбервулвз».
15 марта 2012 года Флинн вместе с Хашимом Табитом и правом выбора во втором раунде будущего драфта был обменян в «Портленд Трэйл Блэйзерс» на Маркуса Кэмби. Осенью 2012 года ставший свободным агентом Флинн подписал контракт с клубом «Детройт Пистонс», но после трёх сыгранных им предсезонных игр он был отчислен из команды. 5 ноября Флинн подписал контракт с австралийским клубом «Мельбурн Тайгерс».

## Статистика

### Статистика в НБА
| Сезон                                                                                    | Команда   | Регулярный сезон | Регулярный сезон | Регулярный сезон | Регулярный сезон | Регулярный сезон | Регулярный сезон | Регулярный сезон | Регулярный сезон | Регулярный сезон | Регулярный сезон | Регулярный сезон | Серия плей-офф | Серия плей-офф | Серия плей-офф | Серия плей-офф | Серия плей-офф | Серия плей-офф | Серия плей-офф | Серия плей-офф | Серия плей-офф | Серия плей-офф | Серия плей-офф |
| Сезон                                                                                    | Команда   | GP               | GS               | MPG              | FG%              | 3P%              | FT%              | RPG              | APG              | SPG              | BPG              | PPG              | GP             | GS             | MPG            | FG%            | 3P%            | FT%            | RPG            | APG            | SPG            | BPG            | PPG            |
| ---------------------------------------------------------------------------------------- | --------- | ---------------- | ---------------- | ---------------- | ---------------- | ---------------- | ---------------- | ---------------- | ---------------- | ---------------- | ---------------- | ---------------- | -------------- | -------------- | -------------- | -------------- | -------------- | -------------- | -------------- | -------------- | -------------- | -------------- | -------------- |
| 2009/10                                                                                  | Миннесота | 81               | 81               | 28,9             | 41,7             | 35,8             | 82,6             | 2,4              | 4,4              | 1,0              | 0,0              | 13,5             | Не участвовал  | Не участвовал  | Не участвовал  | Не участвовал  | Не участвовал  | Не участвовал  | Не участвовал  | Не участвовал  | Не участвовал  | Не участвовал  | Не участвовал  |
| 2010/11                                                                                  | Миннесота | 53               | 8                | 18,5             | 36,5             | 31,0             | 76,2             | 1,5              | 3,4              | 0,6              | 0,1              | 5,3              | Не участвовал  | Не участвовал  | Не участвовал  | Не участвовал  | Не участвовал  | Не участвовал  | Не участвовал  | Не участвовал  | Не участвовал  | Не участвовал  | Не участвовал  |
| 2011/12                                                                                  | Хьюстон   | 11               | 0                | 12,3             | 29,3             | 22,2             | 78,6             | 0,7              | 2,5              | 0,3              | 0,1              | 3,4              | Не участвовал  | Не участвовал  | Не участвовал  | Не участвовал  | Не участвовал  | Не участвовал  | Не участвовал  | Не участвовал  | Не участвовал  | Не участвовал  | Не участвовал  |
| 2011/12                                                                                  | Портленд  | 18               | 1                | 15,6             | 37,8             | 32,0             | 72,0             | 1,7              | 3,8              | 0,2              | 0,1              | 5,2              | Не участвовал  | Не участвовал  | Не участвовал  | Не участвовал  | Не участвовал  | Не участвовал  | Не участвовал  | Не участвовал  | Не участвовал  | Не участвовал  | Не участвовал  |
|                                                                                          | Всего     | 163              | 90               | 22,9             | 40,0             | 33,8             | 80,9             | 1,9              | 3,9              | 0,7              | 0,0              | 9,2              | Не участвовал  | Не участвовал  | Не участвовал  | Не участвовал  | Не участвовал  | Не участвовал  | Не участвовал  | Не участвовал  | Не участвовал  | Не участвовал  | Не участвовал  |
| Наведите курсор мыши на аббревиатуры в заголовке таблицы, чтобы прочесть их расшифровку. |           |                  |                  |                  |                  |                  |                  |                  |                  |                  |                  |                  |                |                |                |                |                |                |                |                |                |                |                |

### Статистика в Джи-Лиге
| Сезон                                                                                    | Команда          | Регулярный сезон | Регулярный сезон | Регулярный сезон | Регулярный сезон | Регулярный сезон | Регулярный сезон | Регулярный сезон | Регулярный сезон | Регулярный сезон | Регулярный сезон | Регулярный сезон | Серия плей-офф | Серия плей-офф | Серия плей-офф | Серия плей-офф | Серия плей-офф | Серия плей-офф | Серия плей-офф | Серия плей-офф | Серия плей-офф | Серия плей-офф | Серия плей-офф |
| Сезон                                                                                    | Команда          | GP               | GS               | MPG              | FG%              | 3P%              | FT%              | RPG              | APG              | SPG              | BPG              | PPG              | GP             | GS             | MPG            | FG%            | 3P%            | FT%            | RPG            | APG            | SPG            | BPG            | PPG            |
| ---------------------------------------------------------------------------------------- | ---------------- | ---------------- | ---------------- | ---------------- | ---------------- | ---------------- | ---------------- | ---------------- | ---------------- | ---------------- | ---------------- | ---------------- | -------------- | -------------- | -------------- | -------------- | -------------- | -------------- | -------------- | -------------- | -------------- | -------------- | -------------- |
| 2010/11                                                                                  | Су-Фолс Скайфорс | 2                | 2                | 27,6             | 33,3             | 25,0             | 57,1             | 3,0              | 10,5             | 1,0              | 0,0              | 8,0              | Не участвовал  | Не участвовал  | Не участвовал  | Не участвовал  | Не участвовал  | Не участвовал  | Не участвовал  | Не участвовал  | Не участвовал  | Не участвовал  | Не участвовал  |
|                                                                                          | Всего            | 2                | 2                | 27,6             | 33,3             | 25,0             | 57,1             | 3,0              | 10,5             | 1,0              | 0,0              | 8,0              | Не участвовал  | Не участвовал  | Не участвовал  | Не участвовал  | Не участвовал  | Не участвовал  | Не участвовал  | Не участвовал  | Не участвовал  | Не участвовал  | Не участвовал  |
| Наведите курсор мыши на аббревиатуры в заголовке таблицы, чтобы прочесть их расшифровку. |                  |                  |                  |                  |                  |                  |                  |                  |                  |                  |                  |                  |                |                |                |                |                |                |                |                |                |                |                |

### Статистика в NCAA
| Сезон | Команда  | Conf     | Class | GP | GS | MPG  | FG%  | 3P%  | FT%  | RPG | APG | SPG | BPG | PPG  |
| --- | -------- | -------- | ----- | -- | -- | ---- | ---- | ---- | ---- | --- | --- | --- | --- | ---- |
| 2007/08 | Сиракьюс | Big East | FR    | 35 | 35 | 35,5 | 45,9 | 34,8 | 77,5 | 2,7 | 5,3 | 1,5 | 0,2 | 15,7 |
| 2008/09 | Сиракьюс | Big East | SO    | 38 | 38 | 37,3 | 46,0 | 31,7 | 78,6 | 2,7 | 6,7 | 1,4 | 0,2 | 17,4 |
| Всего | Всего    | Всего    | Всего | 73 | 73 | 36,5 | 46,0 | 33,3 | 78,2 | 2,7 | 6,0 | 1,5 | 0,2 | 16,6 |
| Наведите курсор мыши на аббревиатуры в заголовке таблицы, чтобы прочесть их расшифровку Статистика приведена с сайта sports-reference.com |          |          |       |    |    |      |      |      |      |     |     |     |     |      |

### Статистика в других лигах
| Сезон | Команда          | Лига             | GP | GS | MPG  | FG%  | 3P%  | FT%  | RPG | APG | SPG | BPG | PFL | TOV | PPG  |
| --- | ---------------- | ---------------- | -- | -- | ---- | ---- | ---- | ---- | --- | --- | --- | --- | --- | --- | ---- |
| 2012/13 | Мельбурн Юнайтед | НБЛ              | 19 | 16 | 33,4 | 39,7 | 30,8 | 78,9 | 3,8 | 5,8 | 0,6 | 0,4 | 1,9 | 4,1 | 17,7 |
| 2014/15 | Орландина        | Чемпионат Италии | 2  | 2  | 27,0 | 31,3 | 20,0 | 66,7 | 3,5 | 2,5 | 0,5 | 0,0 | 1,0 | 2,0 | 6,5  |
| Всего | Всего            | Всего            | 21 | 18 | 32,8 | 39,2 | 30,0 | 78,6 | 3,8 | 5,5 | 0,6 | 0,3 | 1,9 | 3,9 | 16,6 |
| Наведите курсор мыши на аббревиатуры в заголовке таблицы, чтобы прочесть их расшифровку Статистика приведена с сайта basketball.realgm.com |                  |                  |    |    |      |      |      |      |     |     |     |     |     |     |      |